# Павлюк-Судьїна Євгенія Георгіївна
Євгенія Георгіївна Павлю́к-Судьїна́ (8 липня 1926, Одеса — 1 липня 2006, Одеса) — українська художниця декоративно-ужиткового мистецтва; член Спілки радянських художників України з 1962 року. Дружина художника Георгія Павлюка, мати художниці Галини Павлюк.

## Біографія
Народилася 8 липня 1926 року в місті Одесі (нині Україна). 1950 року закінчила Одеське художнє училище, де навчалася у Олександра Постеля, Сусанни Сарапової, Михайла Жука, Мирона Кіпніса.
Протягом 1957—1960 років працювала художником на Одеському заводі скла; у 1960—80 роках — на Одеському художньо-виробничому комбінаті; з 1980 року — на творчій роботі. Мешкала в Одесі в будинку на вулиці Чкалова/Великій Арнаутській, № 1, квартира № 21. Померла в Одесі 1 липня 2006 року.

## Творчість
Працювала в галузі декоративного мистецтва (художня кераміка). Серед робіт:
- серія «Декоративні блюда» (1949, 1960, 1963—1964, 1967, 1970—1971);
- декоративні вази «Півень» (1960), «Хлібна» (1963), «Сонячна» (1964);
- блюда «Півники» (1960), «Соняшники», «Маки» (1962), «Орнамент» (1968);
- десертний набір «Осінній» (1962);
- композиція «Вази» (1970);
- набір для вареників (1973, три варіанти);
- набір «Ранок» (9 предметів; 1974);
- серія «Столові сервізи» (1975—1978);
- туалетні набори (1978—1980);
- столові набори (1980—1987);
- набір «Святковий» (1982).

Низка творів у 1949, 1969, 1972—1976 роках була закуплена Міністерством культури УРСР, частина зразків затверджена для масового виробництва.
Брала участь у республіканських та зарубіжних виставках з 1949 року, всесоюзних — з 1964 року.